# 克丽丝蒂·哈罗尔
克丽丝蒂·哈罗尔（英語：Kristi Harrower，1975年3月4日—），澳大利亚女子篮球运动员。她曾代表澳大利亚国家队参加2000年、2004年、2008年和2012年夏季奥林匹克运动会篮球比赛，获得三枚银牌和一枚铜牌。